# 霍営駅
霍営駅（かくえいえき）は中華人民共和国北京市昌平区に位置する北京地下鉄8号線と13号線の駅。

## 乗り入れ路線
8号線と13号線の乗換駅となっている。13号線には駅番号が付与されており、1309の駅番号がある。

## 駅構造

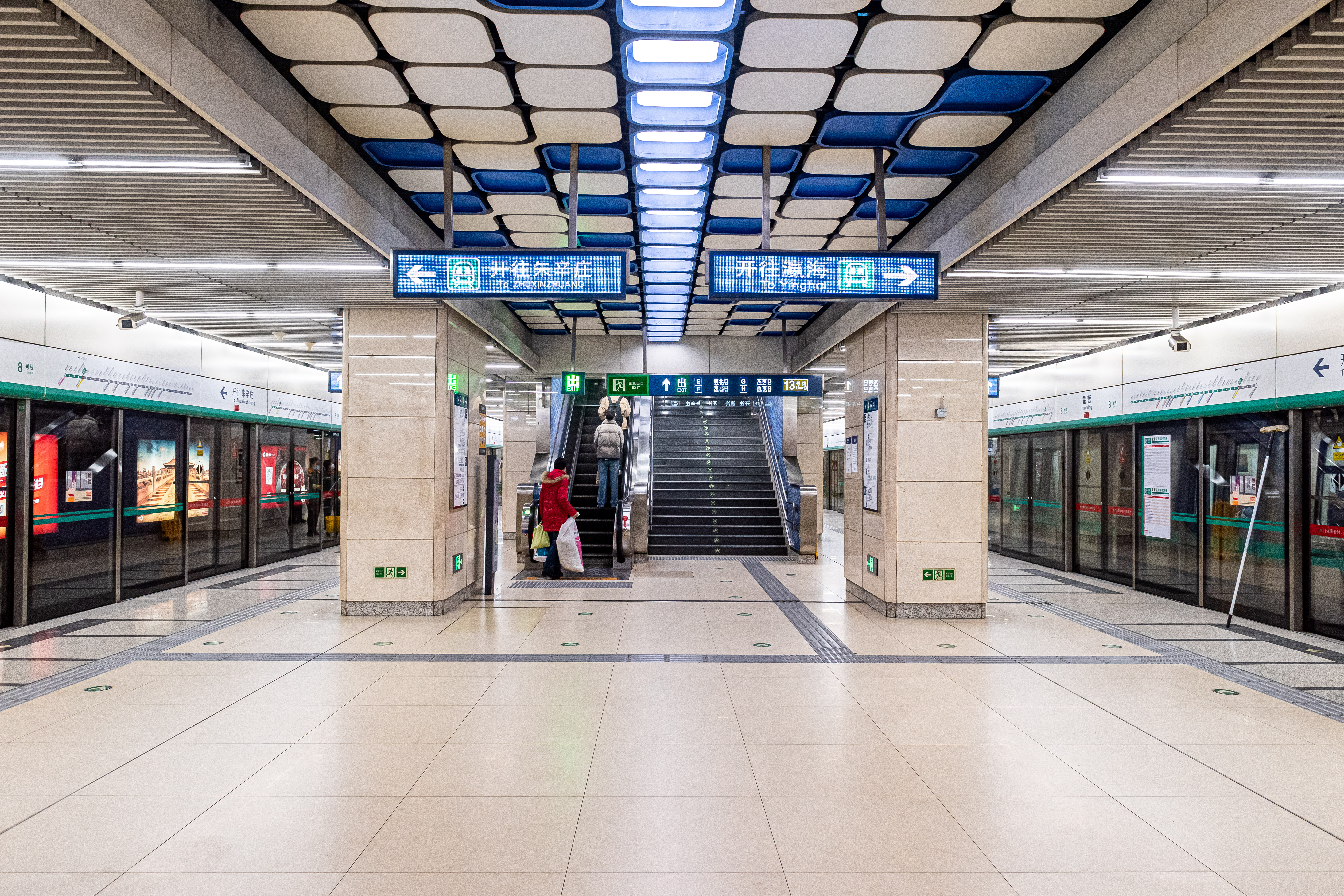
8号線ホーム

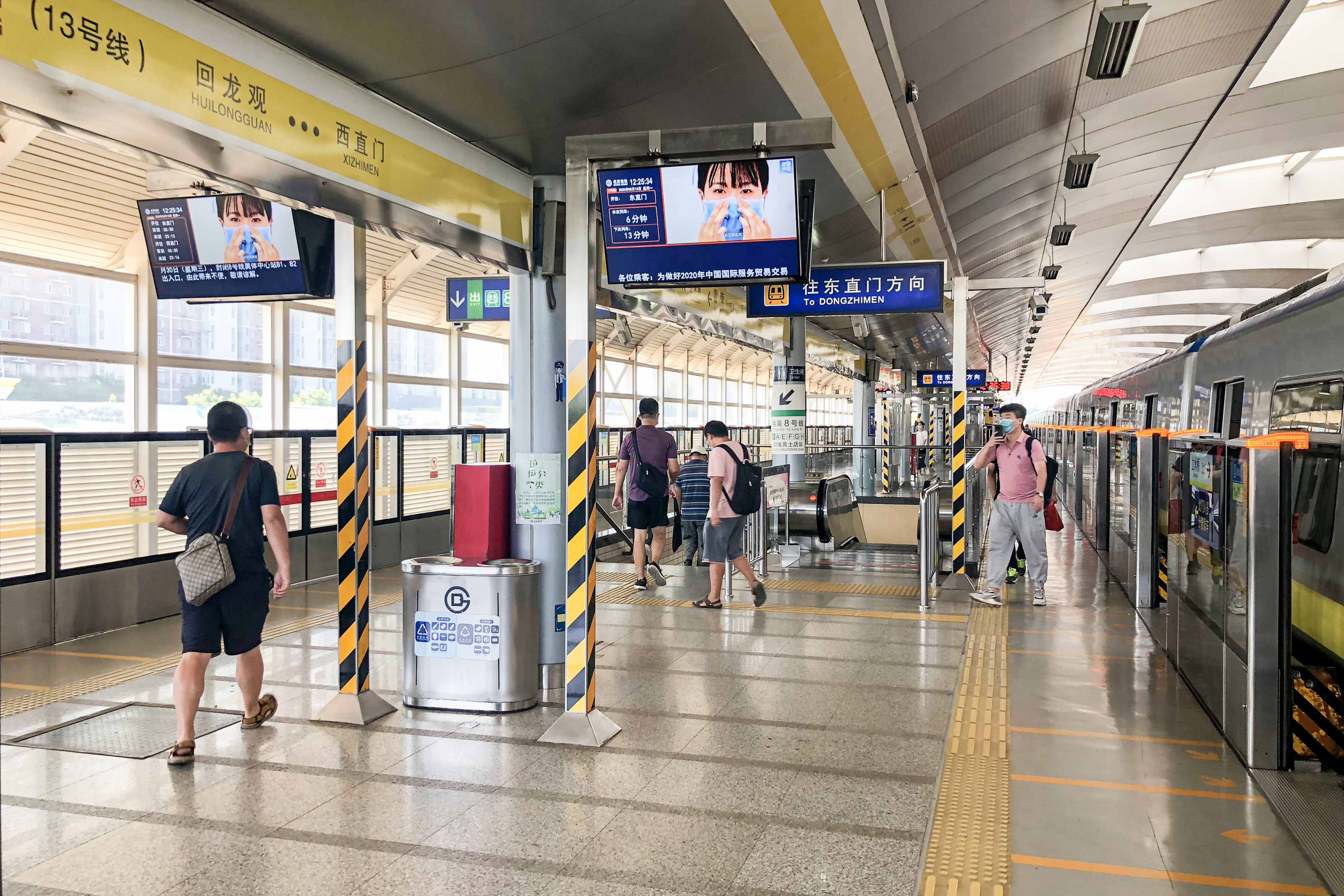
13号線ホーム

8号線は島式ホーム1面2線を有する地下駅で、ホームドア完備。
13号線は島式ホーム2面4線を有する高架駅であるが、外側2線は使われていない。ホームドアは未整備。
両線の連絡通路は地下1階にあり、80mの長さがある。
出入口は8号線側で6箇所（E、F1、F2、G1、G2、H）、13号線側で1箇所（A）ある。

### のりば
のりばの番号は各線共に存在しない。
| 地下階 8号線ホーム  |         |                            |
| 南側（上り）        | ■8号線  | 朱辛荘方面                 |
| 北側（下り）        | ■8号線  | 北土城・前門・瀛海方面     |
| 地上階 13号線ホーム |         |                            |
| 北側（上り）        | ■13号線 | 西二旗・知春路・西直門方面 |
| 南側（下り）        | ■13号線 | 立水橋・芍薬居・東直門方面 |

## 駅周辺
- 新都家園
- 北京衆仁堂
- 紅黄藍幼稚園
- 京北図棋培訓中心
- 黄土店駅
- 回竜観車両基地

## 乗換
中国国鉄双沙線および北京市郊外鉄道S2線の黄土店駅は当駅から東に100mほどの場所にあり、徒歩での乗り換えが可能である。

## バス路線

### 地下鉄霍営駅（地铁霍营站）
2025年現在、当駅発着/経由の路線バスは以下のとおりである。
- 371系統（霍営バスターミナル-竜域北街東口）
- 462系統（二撥子新村-新都東駅）
- 607系統（和平東橋-宏福苑小区西）
- 681系統（海淀中街-龍錦苑バスターミナル）

### 霍営バスターミナル（霍营公交场站）
2025年現在、当駅発着の路線バスは以下のとおりである。
- 371系統（霍営バスターミナル-龍域北街東口）
- 551系統（霍営バスターミナル-白各荘バスターミナル）
- 558系統（霍営バスターミナル-渓城家園）
- 専21系統（霍営バスターミナル-龍錦苑バスターミナル）
- 専40系統（霍営バスターミナル～宏福苑小区西）
- 専52系統（霍営バスターミナル-回南家園）
- 専192系統（霍営バスターミナル-龍錦苑バスターミナル）

### 地下鉄霍営駅東（地铁霍营站东）
2025年現在、当駅発着/経由の路線バスは以下のとおりである。
- 462系統（二撥子新村-新都東駅）
- 607系統（和平東橋-宏福苑小区西）
- 681系統（海淀中街-龍錦苑バスターミナル）
- 専21系統（霍営バスターミナル-龍錦苑バスターミナル）
- 専52系統（霍営バスターミナル-回南家園）

### 地下鉄霍営駅南（地铁霍营站南）
2025年現在、当駅発着/経由の路線バスは以下のとおりである。
- 606系統（地下鉄霍営駅南-大鐘寺）

## 歴史
- 2002年9月28日 - 開業。当時は終着駅。
- 2003年1月28日 - 霍営駅 - 東直門駅間が開通し、途中駅となる。
- 2011年12月31日 - 8号線開業。乗換駅となる。

## 隣の駅
北京地下鉄
■8号線
回龍観東大街駅 - 霍営駅 - 育新駅
■13号線
回竜観駅 (1308) - 霍営駅 (1309) - 立水橋駅 (1310)